# Henrik Kaare Nielsen
Henrik Kaare Nielsen (født 1953) er en dansk kulturteoretiker inspireret af Kritisk teori og filosoffer som Jürgen Habermas, Oskar Negt og Alexander Kluge (de). Han er dr.phil. og professor emeritus ved Institut for Kommunikation og Kultur, Aarhus Universitet. Henrik Kaare Nielsen blev ansat på Aarhus Universitet i 1980 som kandidat- og senere seniorstipendiat på Germansk Institut. I 1988-90 var han forskningsstipendiat ved det daværende Center for Kulturforskning. I 1990 blev han ansat ved faget Æstetik og Kultur, Aarhus Universitet, hvor han fortsat er tilknyttet som professor emeritus.

## Forskning
Henrik Kaare Nielsen forsker i æstetiseringstendenser og demokratisk politisk kultur. Han blev i 2010 udnævnt som professor MSO (professor med særlige opgaver) på Institut for Æstetiske Fag på Det Humanistiske Fakultet i Aarhus. I 2019 udnævnt til ordinær professor ved Institut for Kommunikation og Kultur, Aarhus Universitet.

## Udgivelser
Henrik Kaare Nielsen har udgivet flere bøger, deriblandt
- Demokrati i bevægelse (Aarhus: Aarhus Universitetsforlag, 1991),
- Kultur og modernitet (Aarhus: Aarhus Universitetsforlag 1993),
- Æstetik, kultur og politik (Aarhus: Aarhus Universitetsforlag 1996),
- Kritisk teori og samtidsanalyse (Aarhus: Aarhus Universitetsforlag, 2001),
- Konsument eller samfundsborger? Kritiske essays (Aarhus: Klim 2007)
- Æstetik og politisk offentlighed (Aarhus: Klim 2014)
- Kulturel offentlighed og kvalitet (Aarhus: Klim 2015)
- Aesthetics and Political Culture in Modern Society (New York: Routledge 2018)
- I affekt. Studier i senmoderne politik og kultur (Aarhus: Aarhus Universitetsforlag 2021)
- Offentlighed og legitimitet - i fragmenteringens og pluraliseringens tidsalder (med Joachim Wiewiura) (Aarhus: Aarhus Universitetsforlag 2024)
- Fornuftens udfordringer. Essays om videnskab, politik og æstetik (Aarhus: Aarhus Universitetsforlag 2024)